# Zeitgeist: Moving Forward
Zeitgeist: Moving Forward (pol. Duch Epoki: Idąc Naprzód) – trzeci z kolei film z cyklu "Zeitgeist", stworzony przez amerykańskiego reżysera Petera Josepha. W filmie występują eksperci z dziedziny zdrowia publicznego, antropologii, neuropsychologii, energetyki, technologii, nauk społecznych i innych pokrewnych dziedzin działalności społecznej i kultury. Trzy główne zagadnienia filmu to: zachowanie ludzi, gospodarka pieniężna i nauki stosowane. W filmie ukazana jest próba wytłumaczenia działania bieżącego paradygmatu społecznego. Wnioski uzasadniają kilka odmian gospodarczych teorii spiskowych. Proponowane jest radykalne podejście do globalnych wyzwań. W jednym z wywiadów Peter Joseph przyznaje, iż nie jest on ekonomistą, nie ma też zamiaru słuchać akademickich nauk ekonomicznych. W roli ekonomicznych specjalistów w filmie wypowiadają się dziennikarze, inżynierowie i profesorowie etyki.
Pierwotnie premiera filmu zaplanowana była w październiku 2010 r. a następnie w grudniu. Ostatecznie światowa premiera kinowa odbyła się 15 stycznia 2011 r. Film został przetłumaczony przez aktywistów TZM na 31 języków. W ciągu 10 dni pokazy miały miejsce w 60 krajach (wliczając Polskę), w 291 miastach i 341 kinach. Poprzednie dwie części filmu (Duch epoki, Zeitgeist: Addendum) pierwotnie były dostępne w Internecie i nie miały premier w kinach.
25 stycznia 2011 r. odbyła się oficjalna premiera filmu w serwisie YouTube. W czasie pierwszych 5 dni internetową wersję filmu obejrzano ponad 1 milion razy. Pod koniec stycznia 2011 r. została udostępniona wersja DVD do pobrania z polskimi napisami na oficjalnej stronie.
Premiera Zeitgeist: Moving Forward została zorganizowana przez ruch Zeitgeist (bez udziału komercyjnego dystrybutora), co biorąc pod uwagę zasięg tego wydarzenia, jest ewenementem na skalę światową. W Polsce odbyła się ona w 8 miastach, począwszy od 15 stycznia 2011 r. Wstęp na pokazy był darmowy.
W filmie są aktywnie używane liczne efekty wizualne 2D i 3D. Zgodnie z wypowiedzią reżysera, w porównaniu do poprzedniego filmu, "najnowszy obraz jest znacznie bardziej skomplikowany, [zawiera] o wiele więcej dramatycznych elementów, bardziej złożoną animację, – zatem wynająłem sporo osób, żeby nakręcić film z wykorzystaniem 3D i 2D – oraz sporo [scen] rysowanych ręcznie".

## Opis fabuły
Zeitgeist: Moving Forward składa się z czterech części. Każda z nich zawiera wywiad ze specjalistą oraz narrację do animacji i dokumentalnych materiałów filmowych.

### Część pierwsza: Natura człowieka
Film rozpoczyna się narracją Jacque'a Fresco (założyciela „Projektu Venus”) do krótkich animowanych sekwencji. Opisuje on swoje młodociane życie i przerwanie publicznej edukacji w wieku 14 lat, by oddać się badaniom z własnej woli. Wtenczas odmówił złożenia przysięgi na wierność fladze Stanów Zjednoczonych, argumentując sprzeciw tym, iż „Ameryka zawdzięcza swoje osiągnięcia innym kulturom, innym narodom i że raczej złożyłbym przysięgę na wierność Ziemi i wszystkim jej mieszkańcom”. Fresco porównuje sytuację z czasu wielkiego kryzysu i II wojny światowej, koncentrując się na paraliżu produkcji w czasach pokoju z przyczyn ekonomicznych i możliwości rozwoju produkcji nawet w czasie wojny, pod warunkiem rozsądnego podziału zasobów. Fresco wzywa do zakończenia panującego modelu gospodarczego dla społeczeństwa, który jego zdaniem nie pozwala na  inteligentne i efektywne wykorzystanie istniejących zasobów Ziemi.
Wielu profesorów i praktykujących lekarzy zagłębia się w kwestie dotyczące współzależności wpływu zachowania ludzi, edukacji, środowiska i informacji dziedzicznych. Wykazano, że genetycznie uwarunkowanych chorób nie jest zbyt wiele. Nawet jeśli jest dziedziczna skłonność, to wcale nie oznacza beznadziejności i nieuchronności rozwoju choroby. Warunki życia mogą zarówno aktywować „śpiące” geny, jak i hibernować działanie aktywnych. Przykładem tego jest tzw. holenderska Zima Głodu w 1944 roku. Dzieci, które urodziły się po długotrwałym głodowaniu ich matki podczas ciąży, w konsekwencji często chorowały na otyłość. Wniosek jest taki, iż właśnie otaczające naturalne i społeczne środowisko są przyczynami, określającymi zachowanie się człowieka, a nie genetyczna dziedziczność. To dotyczy również takich czynników, jak okrucieństwo, gwałt, antyspołeczne postępowanie, które jest uwarunkowane socjalnymi, ekonomicznymi i politycznymi stymulatorami.

### Część druga: Patologia społeczna
Dziennikarze próbują krytycznie spojrzeć na ekonomiczny model społeczeństwa: na ile rzeczywiście niezbędne są pieniądze, prawo prywatnej własności, różnice pełnomocnictw i prawa ekonomicznych agentów. Źródła nowoczesnego ekonomicznego modelu są wypatrywane w pracach Johna Locke (opis podstaw własności prywatnej w pracy "Dwa traktaty o zarządzie", 1689) i Adama Smitha (opis autonomicznego i samowystarczalnego procesu wyrównywania popytu i propozycje wskutek prześladowania egoistycznych korzyści uczestników rynku, który Smith obrazowo nazwał "niewidzialną ręka rynku" w swojej pracy pt. Badania nad naturą i przyczynami bogactwa narodów, 1776).
Dla producentów rozpatruje się konieczność stworzenia cyklicznej konsumpcji. "Zaplanowane starzenie się" jest traktowane jako jeden z ważnych pobocznych efektów rynkowego systemu, gdy towary celowo są robione niskiej jakości, co doprowadza do szybszej ich zamiany na nowe, ale przy tym na próżno zużywane są ziemskie zasoby. Ten ekonomiczny paradygmat określony został jako przeciwieństwo ekonomii w związku z jego zasobowym marnotrawstwem.
W filmie przypuszcza się, że istniejący ekonomiczny model doprowadza albo do bankructwa albo do hiperinflacji. Uzasadnieniem dla takiego wniosku jest założenie, że wszystkie nowoczesne pieniądze pojawiają się wskutek pożyczek. W filmie zakłada się, iż pieniądze do spłacenia procentów tych pożyczek nie są emitowane i otrzymać je można jakoby tylko w postaci nowych pożyczek. Jest robiony wniosek, że taki model prowadzi do wykładniczego wzrostu pieniężnej masy i do obniżenia wartości pieniędzy. Potwierdzeniem tego jest inflacja, która według stanu na styczeń 2011 roku wynosiła około 2100% w porównaniu ze styczniem 1914 roku (System Rezerwy Federalnej USA został założony w 1914 roku).

### Część trzecia: Projekt Ziemia
Ta część jest kontynuacją rozpatrzenia koncepcji Fresco na temat Gospodarki Zasobowej. Przeznaczono mu sporo uwagi w drugim filmie Zeitgeist: Addendum. Powinny być uwzględnione przede wszystkim zasoby Ziemi, które należy rozdzielić tak, by zaspokoić ludzkie potrzeby, jednocześnie maksymalizując wydajność. Równocześnie pieniądze i praca za pieniądze stają się przeszłością. Produkcja i budownictwo maksymalnie powinny być zautomatyzowane. Wiele uwag w filmie poświęcono technologiom energetycznym: fotowoltaiczne farby, turbiny wiatrowe, zjawisko piezoelektryczne, geotermalne źródła energii.

### Część czwarta: Powstanie
Obecny stan światowych interesów przedstawiono w mrocznym świetle. Ropę naftową przedstawia się jako groźbę dla postępu cywilizacyjnego, potencjalnie doprowadzającą do wymierania. Zanieczyszczenie, wylesianie, zmiany klimatu, przeludnienie, wojny – we wszystkim oskarża się społeczno-ekonomiczny system. Według danych Organizacji Narodów Zjednoczonych, obecnie 18000 ludzi dziennie umiera z głodu. Zgodnie z ONZ, globalny poziom biedy powiększył się dwukrotnie od 1970 roku. Teraz przepaść między bogatymi i biednymi jest większa, niż kiedykolwiek od początku rewolucji przemysłowej. 1% ludzi zagarnęło ponad 40% bogactw planety. Zgodnie z innymi opiniami, 2% mieszkańców Ziemi posiada ponad 50% zasobów planety.
Film kończy się kulminacyjnym przeciwstawieniem globalnego ekonomicznego kryzysu między demonstrantami na ulicy Times Square w Nowym Jorku a policją w ochronnym ekwipunku. Kryzys jest wywołany tym, że ludzie na całym świecie wycofali pieniądze ze swoich kont bankowych i to doprowadziło do krachu gospodarki.

## Lista specjalistów, biorących udział w filmie
Kultura i psychologia
- Dr. Robert Sapolsky — profesor neurologii, Stanford University.
- Dr. Gabor Maté — kanadyjski lekarz.
- Richard Wilkinson — profesor honoris causa epidemiologii społecznej, University of Nottingham.
- Dr. James Gilligan — były dyrektor "Centrum badań problemów przemocy", Harvard University.

Ekonomia
- Dr. John Mcmurtry — profesor honoris causa etyki na uniwersytecie kanadyjskiego miasta Guelph.
- Max Keiser — prezenter telewizyjny, reżyser.
- Dr. Colin J. Campbell — specjalista geologii złóż.
- Jeremy J. Gilbert — inż. specjalista ds. geologii naftowej.
- Michael C. Ruppert — niezależny reporter.

Technologia
- Dr. Berok Khoshnevis — profesor przemysłowej inżynierii systemowej, University of Southern California
- Dr. Adrian Bowyer — brytyjski inżynier, matematyk i wynalazca, dyrektor RepRap Ltd.[10].